# Николай Василев (философ)
Вижте пояснителната страница за други личности с името Николай Василев.
Николай Кирилов Василев е български философ, антрополог, поет, публицист и политик от Алтернативната социаллиберална партия (Алтернативна социалистическа партия до 1991 година). Той е вицепремиер и министър на образованието и науката през 1991 – 1992 година.

## Биография
Николай Василев е роден на 21 юни 1946 година в Райково в семейството на местния партизанин, а впоследствие академик Кирил Василев. През 1971 година завършва философия в Софийския университет „Климент Охридски“, където от 1974 година преподава философия и антропология, като през 1985 година става доцент, а през 1990 година – професор. През 1983 г. защитава дисертация на тема „Върху спецификата на човека“ и става кандидат на науките, а през 1988 г. защитава дисертация за научната степен доктор на науките на тема „Философски проблеми на антропогенезата“.
От 1975 година е член на Българската комунистическа партия, но през 1987 година е изключен от нея. Членството му в БКП е възстановено в първите дни след 10 ноември 1989 г.
През декември 1989 година Николай Василев става председател на фракцията в БКП – АСО (Алтернативно социалистическо обединение). На 11 февруари 1990 г. оглавява отделилата се от фракцията АСО Алтернативна социалистическа партия (АСП), преименувана на следващата година на Алтернативна социаллиберална партия. В края на 1990 година АСП става член на Съюза на демократичните сили и през следващата година Василев е избран за народен представител. Участва в правителството на Филип Димитров като вицепремиер и министър на образованието и науката (1991 – 1992).
След падането на правителството на Филип Димитров АСП напуска СДС, а през 1994 година е част от коалицията Демократична алтернатива за републиката и остава извън парламента. Николай Василев остава председател на партията до 2000 г., когато е наследен от Александър Димитров.
Кандидатира се като независим кандидат за президент на президентските избори през 2011 година с кандидат за вицепрезидент Владимир Савов, като получава 5633 гласа (0,17%).